# Дешрейвер, Онорина
Онорина Дешрейвер (фр. Honorine Deschrijver) (5 марта 1887 — 1977) — бельгийский модельер и видный представитель модернистского движения в моде.

## Жизнь и творчество
Онорин Дешрейвер родилась вне брака у горничной из Гента 5 марта 1887 года. Она выросла в Брюгсе-Поорт в Генте и переехала в Брюссель в возрасте 14 лет. Когда она около 1915 года встретила Поля-Гюстава ван Хекке, она всё ещё была замужем за своим первым мужем.

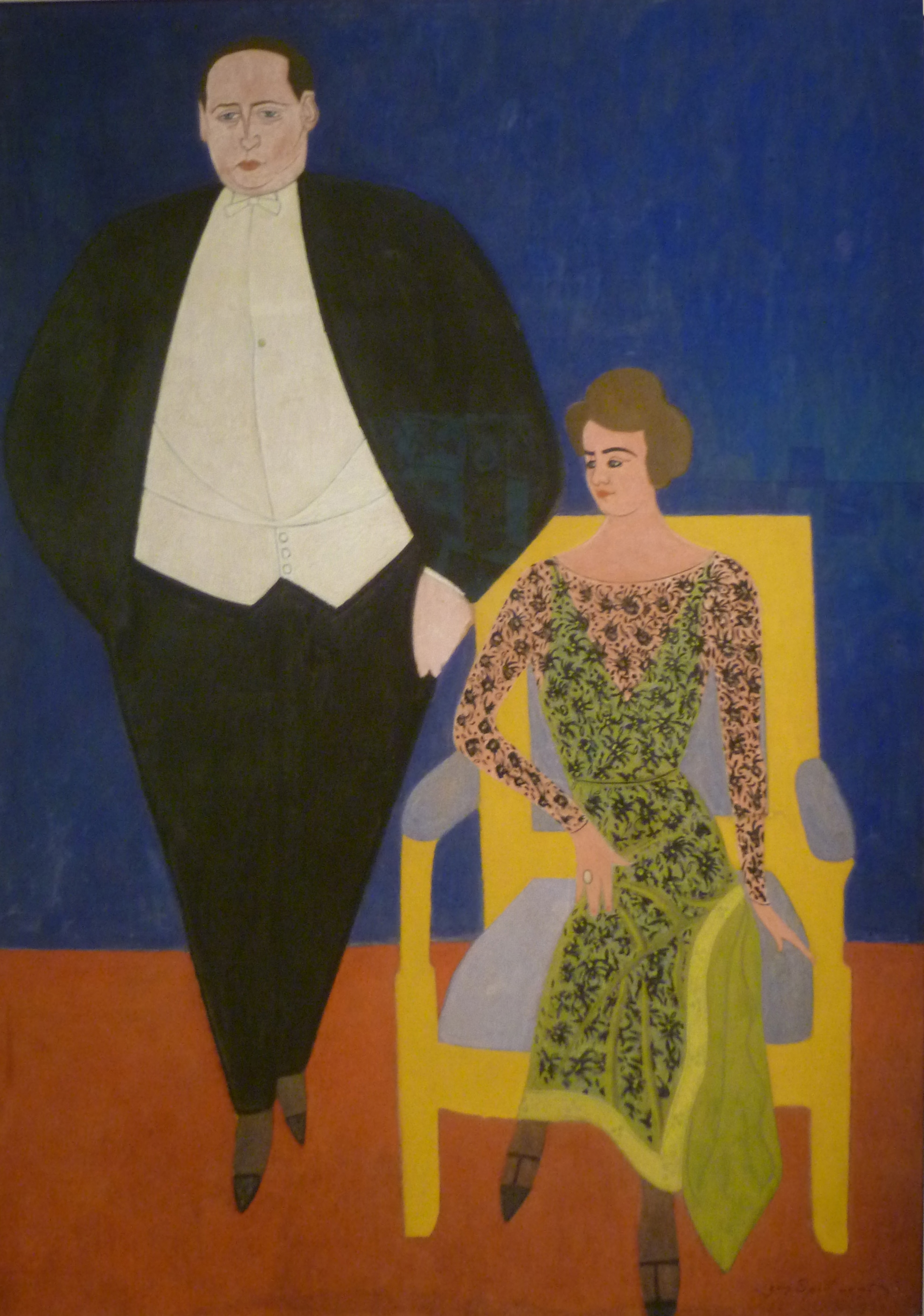
П.-Г. ван Хекке и Норин (1920) Леона Спиллиарта

Ван Хекке был коллекционером и искусствоведом, владел художественной галереей Le Centaure на авеню Луиз. В 1916 году Дешрейвер и ван Хекке основали дом высокой моды Couture Norine на авеню Луиз в Брюсселе. В 1927 году Онорина вышла замуж за ван Хекке. Через своего мужа она установила контакты с известными бельгийскими художниками. Леон Спиллиарт изобразил её на двойном портрете с мужем (Остенде, Mu.ZEE); Эдгард Титгат изобразил её на картине «Воспоминание воскресенья», выходящей из лодки (Дюрле, Museum Dhondt-Dhaenens). Пару также нарисовал Ман Рэй. Марсель-Луи Бенье спроектировал интерьер модного магазина. Рене Магритт оформил рекламу Couture Norine.
Дизайны женской одежды Дешрейвер отличались модернизмом и оригинальностью. Её называли «Коко Шанель Севера». Карьера Онорины длилась с начала межвоенного периода до 1960-х годов, но наибольшего успеха она добилась во время «бурных двадцатых».